# Källtorp, Västerås
Källtorp är en  stadsdel i det administrativa bostadsområdet Vallby i Västerås. Området är ett bostadsområde och ett utbildningskomplex som ligger norr om E18 väster om Vallby.
I Källtorp finns ett villaområde. 
Området dominerades av en stor skola, som förr hette Wenströmska Gymnasiet, uppkallat efter Jonas Wenström. Det var tidigare Västerås största gymnasieskola, men delades 2010 upp i sex mindre gymnasier: Hahrska gymnasiet, Tranellska gymnasiet, Wijkmanska gymnasiet, Widénska gymnasiet, Lidmanska gymnasiet och Frimanska gymnasiet. Wenströmska skolan revs 2019. Mer information om Västerås gymnasieskolor finns i Västerås kommun.
Området avgränsas av Vallbyleden och gränsen mot grönområdena i väster och söder.
Området gränsar i öster mot Vallby, i söder till Sörängen och i väster till Vedbo.